# Plexo pampiniforme
El plexo pampiniforme es una red de varias venas pequeñas que se encuentra en el cordón espermático del varón. Está formado por la unión de múltiples venas espermáticas de la parte trasera del testículo y venas tributarias del epidídimo.
Las venas del plexo ascienden a lo largo del cordón espermático, por delante del conducto deferente. Bajo el anillo inguinal superficial las venas se unen y forman tres a cuatro venas, las que pasan por el conducto inguinal, y se unen nuevamente al entrar al abdomen a través del anillo inguinal profundo, para formar dos venas. Estas venas se unen nuevamente para formar una vena, la vena testicular, que drena directamente en la vena cava inferior en el lado derecho, o en la vena renal izquierda, en ese mismo lado. 
Además de cumplir su función de retorno venoso desde los testículos, el plexo pampiniforme cumple un rol en la regulación de la temperatura local. Actúa como un intercambiador de calor, enfriando la sangre de las arterias adyacentes, y jugando un rol en la fertilidad masculina.
El agrandamiento anormal de las venas de éste plexo se conoce como varicocele.